# Даніель Моро
Даніель Моро (ісп. Daniel Moro, 8 серпня 1973) — іспанський ватерполіст.
Учасник Олімпійських Ігор 2000, 2004 років. Чемпіон світу з водних видів спорту 2001 року.